# Parti vert (Brésil)
Le Parti vert, (en portugais : Partido Verde, abrégé en PV) est un parti politique brésilien fondé en janvier 1986 après la fin de la dictature militaire au Brésil.

## Présentation
Comme beaucoup d'autres formations écologistes dans le monde, le Parti vert prône un développement durable et une politique sociale. Il est membre de la Fédération des partis verts des Amériques ainsi que des Verts mondiaux.
Les principaux combats du PV portent sur le fédéralisme, l'environnement, les droits de l'homme, la démocratie directe, le bien-être, les libertés civiles et le pacifisme.
Après l'élection de Luiz Inácio Lula da Silva en tant que président du Brésil en 2002, le Parti vert s'est vu attribuer le ministère de la Culture, en la personne du chanteur Gilberto Gil.
Pour l'élection présidentielle de 2010, l'ancienne ministre de l'Environnement (2003-2008), Marina Silva a été désignée candidate du parti qu'elle a rejoint en 2009 et quitté en 2011.